# Valle del Retortillo

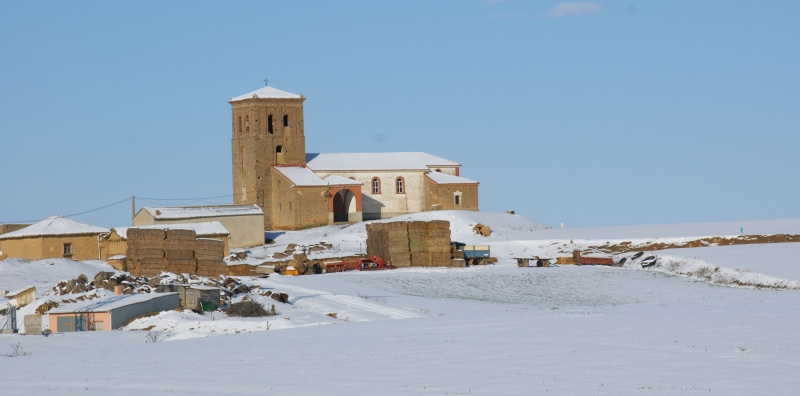
Stantiago Abastaskerk

Valle del Retortillo is een gemeente in de Spaanse provincie Palencia in de regio Castilië en León met een oppervlakte van 62,75 km². Valle del Retortillo telt 188 inwoners (1 januari 2016).

## Demografische ontwikkeling
Bron: INE, 1857-2011: volkstellingen
Opm.: Valle del Retortillo ontstond in 1973 door de fusie van de gemeenten Abastas, Añoza, Villalumbroso en Villatoquite